# أزهار القرع
أزهار القرع (تسمى أزهار الكوسة في بريطانيا العظمى) هي أزهار صالحة للأكل لأنواع القرعيات، ولا سيما اليقطين/ الكوسا، وهي الأنواع التي تنتج الكوسة (القرع الصيفي)، والنخاع، والاسكواش، والعديد من الأنواع الأخرى من القرع.

## التوفر
تعد أزهار الاسكواش(القرع) من الأزهار القابلة للتلف بدرجة كبيرة، وبالتالي نادرًا ما يتم تخزينها في محلات السوبر ماركت. يمكن استخدام أزهار القرع من الذكور والإناث بالتبادل، ولكن قطف الأزهار المذكرة فقط (مع ترك بعضها للتلقيح) يسمح للنبات أيضًا بإنتاج بعض الفاكهة (القرع).

## استخدامات الطهي
يمكن أن تكون أزهار القرع محشوة ومخفوقة ومقلية أو يمكم صنع الحساء منها. الأزهار لها نكهة خفية، تذكرنا بالكوسة الصغيرة، ويمكن أن تؤكل نيئة.

### أزهار محشوة
غالبًا ما تُحشى أزهار القرع وتُطهى في بعض مطابخ جنوب شرق أوروبا والشرق الأوسط. يُطلق على الطبق اسم Kolokythoanthoi باللغة اليونانية و Kabak çiçeği dolması باللغة التركية، وتنتمي هذه الأطباق إلى عائلة من أطباق الخضار المحشوة، دولما، في مطبخ الإمبراطورية العثمانية السابقة. وغالبًا ما تشتمل الحشوة على جبن طري، مثل الريكوتا.

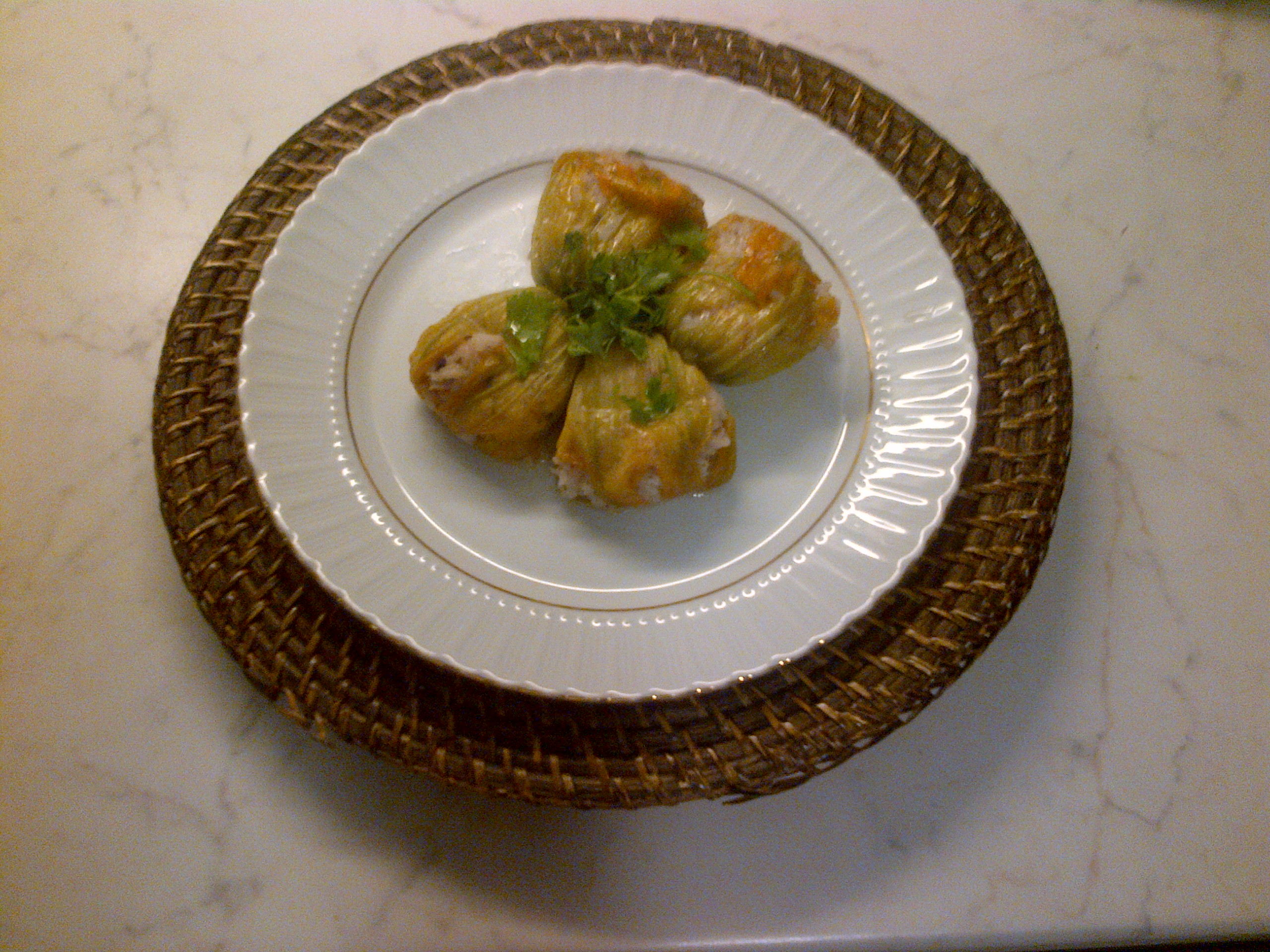
زهور الكوسة المحشية